# Северо-Африканская котловина
Се́веро-Африка́нская котлови́на, также Кана́рская котлови́на — подводная котловина в Атлантическом океане, расположенная к югу от Азорских островов, между материковым склоном Африки на востоке и Северо-Атлантическим подводным хребтом на западе.
Преобладающие глубины — 5000—5500 м, наибольшая глубина — 6501 м (по другим данным, 6549 м). Дно котловины покрыто главным образом глубоководной красной глиной.